# تعاليم الثمانية والثمانون
تعاليم الثمانية والثمانونعبارة عن مقال أو بيان تأليف دايفيد لين، عضو في منظمة الطلب النازية للإرهابيين الجدد. بينما كان لين يقضي عقوبة بالسجن مدة مئة وتسعون عام، تعاليم الثمانية والثمانون عبارة عن أطروحة حول القانون الطبيعي والدين والعرق والسياسة من وجهة نظر ديفيد لين بما في ذلك تعليمات تأمين وحماية وتثبيت الضرورات الإقليمية البيضاء في الولايات وأوروبا الشرقية، التي توزع الدعاية وهي توسع لكلمات لين الأربعة عشر والدين، تعتبر تعاليم الثمانية والثمانون «تعاليم الحياة الانفصالية البيضاء» تستخدمها جماعات تفوق البيض وأولئك الذين يدافعون عن القومية البيضاء والانفصالية. كان لين ينتقد بشدة الديمقراطية والتعددية الثقافية والتكامل العنصري. تعاليم الثمانية والثمانون هي مزيد من التفاصيل حول نظرية التآمر للإبادة الجماعية في لين،
ادعى لين أن من أربعة عشر إلى ثمانية عشر كان جزءًا لا يتجزأ من نبوءته الهرم والعقيدة الأساسية في دينه للوتانية، الف وأربعة مئه وثمانيه وثمانون هو مزيج من أربعة عشر كما هو الحال في كتاب أربعة عشر لين والثمانية والثمانون، عبارة عن شعار قومي أبيض تفوق ل«هيل هتلر».